# Crnogorska Brda
Crnogorska Brda stari je naziv za dio teritorija današnje Crne Gore, između rijeka Tare i Lima na sjeveru i rijeka Zete i Morače na jugu, odnosno, prostora između planina Garač, Prokletije, Mokre planine i Lukavice. Obuhvaćala je prostor plemena: Bjelopavlići, Piperi, Rovčani, Moračani, Kuči, Bratonožići i Vasojevići.
Naziv se ustalio tijekom 18. stoljeća i označavao je područja s onim crnogorskim (brdskim ili brđanskim) plemenima koja se nisu uspjela ujediniti sa slobodnom i neovisnom Crnom Gorom. Vladar i mitropolit Vasilije Petrović Njegoš u svojoj Istoriji Crne Gore 1754. piše kako je rijeka Morača granica između Crne Gore i Brda.
Godine 1779. se stvarno a 1796. i formalno slobodnoj crnogorskoj državi priključuju Piperi i Bjelopavlići. U tom se periodu formira Praviteljstvo suda crnogorskog i brdskog.
Do 1878. sva će se brđanska plemena u potpunosti integrirati unutar Kneževine Crne Gore.
Teritorijalna oznaka Brda bila je u crnogorskoj administraciji zamijenjena terminom Brđanska nahija, kao jedna od upravnih jedinica u državi. Od 1866. ona je podijeljena na Pipersku i Bjelopavlićku nahiju, no stari je naziv vraćen 1878. godine.
1910. Brđanska nahija opet postaje Brđanska oblast Kraljevine Crne Gore.